# Jorge Cumno

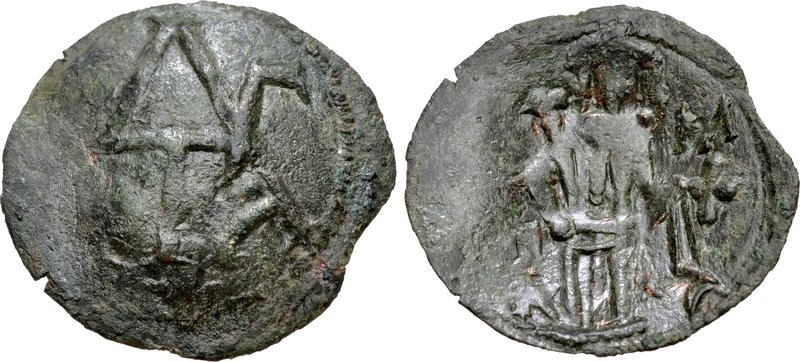
Histameno do imperador r.

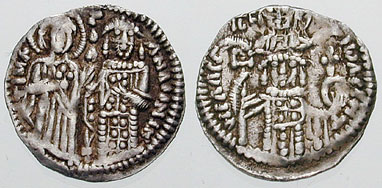
Estavrato do imperador (r. 1341-1376; 1379-1391)

Jorge Cumno (em grego: Γεώργιος Χοῦμνος; romaniz.: Geórgios Choumnos; m. após 1342) foi um estadista bizantino do século XIV. Esteve envolvido nas guerras civis de seu tempo, apoiando na primeira as forças lealistas a Andrônico II Paleólogo (r. 1261–1328), e na segunda as forças do infante João V Paleólogo, filho de Andrônico III Paleólogo (r. 1328–1341). Ele provavelmente ocupou a posição de grande estratopedarca duas vezes e foi chefe distrital de Constantinopla.

## Biografia
Jorge Cumno foi o filho mais novo do estudioso e estadista Nicéforo Cumno, e irmão do general e estadista João Cumno. Provavelmente pode ser identificado com o grande estratopedarca Cumno que em 1328, durante o estágio final da guerra civil bizantina de 1321–1328 foi o governador de Salonica e defendeu a cidade sem-sucesso contra as forças de Andrônico III Paleólogo (r. 1328–1341). Aparece novamente no final do reinado de Andrônico III, de 1337 em diante, mantendo a posição de mestre da mesa (epi tes trapezes). Foi evidentemente uma pessoa influente: seu filho de nome desconhecido teve laços familiares com o imperador, e Jorge é atestado falando primeiro em concílios imperiais, mesmo antes do mais próximo amigo e aliado de Andrônico III, o grande doméstico João Cantacuzeno. Em 1339, é também atestado como chefe (cefalatícevo) dum dos distritos de Constantinopla.
Na guerra civil bizantina de 1341–1347, permaneceu leal ao jovem filho de Andrônico III, João V Paleólogo, e opôs-se a Cantacuzeno; como recompensa, foi elevado ao posto de grande estratopedarca na ocasião da coroação de João V em 19 de novembro de 1341. Uma de suas sobrinhas tornar-se-ia a segunda esposa do líder do conselho de regência de João V, Aleixo Apocauco, mas no final de 1342 Cumno caiu com Apocauco quando se declarou a favor de fazer paz com Cantacuzeno, e foi colocado sob prisão domiciliar. Possivelmente pode ser identificado com o monge chamado Gerásimo Cumno, o que indicaria que em algum ponto logo depois foi forçado a retirar-se para um mosteiro.